# 麻豆寮
麻豆寮，原寫為蔴荳藔，是臺灣臺南市下營區的一個傳統地域名稱，位於該區東北部。相較於今日行政區，其範圍大致與賀建里相近。
本地區境內主要聚落為蔴荳藔、洲仔、火燒珠、橋頭仔，其中蔴荳藔設有賀建國小。

## 歷史
台灣日治初期，麻豆寮地區為一街庄，稱為「蔴荳藔庄」（舊制街庄），隸屬於茅港尾東堡。該庄昔日北與八老爺庄為鄰，東與龜仔港庄為鄰，東南與林鳳營庄、菁埔庄為鄰，南邊一小段與茅港尾庄為鄰，西邊為十六甲庄。
1901年（日治明治三十四年）11月11日，全台廢縣廳改設二十廳，該庄隸屬於鹽水港廳。1904年（明治三十七年）4月1日，該庄編入「茅港尾東區」，隸屬於鹽水港廳。1906年（明治三十九年）4月1日，鹽水港廳內管轄區域調整，該庄改隸屬於「茅港尾區」。1909年（明治四十二年）10月25日，全台合併二十廳為十二廳，茅港尾區改隸屬於臺南廳。1920年（大正九年）10月1日，全台地方制度大改正，廢十二廳改設五州二廳，該庄改制並雅化為「麻豆寮」大字，隸屬於臺南州曾文郡下營庄（新制街庄）。
戰後下營庄改制為下營區，隸屬於臺南縣，大字亦改制為村。1950年（民國39年）10月25日，雲、嘉、南分治，下營鄉仍隸屬於臺南縣。2010年（民國99年）12月25日，臺南縣、市合併為直轄臺南市，下營鄉改制為下營區，村亦改制為里。

## 聚落
本地區發展較早的聚落為蔴荳藔、洲仔、火燒珠、橋頭仔，在日治期初期的官方地圖上已有記載。

## 交通
市道174號是蘆竹溝至橫路的道路，經過本地區洲仔、蔴荳藔兩聚落。由該道路西行可前往下營區下營市區、學甲區、北門區南部，並止於溪底寮地區的蘆竹溝聚落；東行可前往六甲區、東山區東南部，並止於下南勢地區橫路聚落附近的市道175號路口。
區道南60線是下營至林鳳營的道路，經過本地區橋頭仔聚落，其中部分路段與區道南63線共線。
區道南63線是賀建至寮仔部的道路，其北側端點（起點）位於本地區洲仔聚落的市道174號路口，由此向南會經過本地區橋頭仔聚落，其中部分路段與區道南60線共線。
區道南66線是紅毛厝至十六甲的道路，其東側端點（終點）位於本地區西部邊界地帶的市道174號路口。
區道南68線是下營至林鳳營的另一條道路，經過本地區洲仔聚落，其中部分路段與市道174號共線。
區道南69線是仁和至賀建的道路，其南側端點（終點）位於本地區西部的區道南68線路口，由此向北北東會經過火燒珠聚落東郊。

## 學校
- 賀建國小

## 公務機關
- 臺南市政府消防局第二大隊下營消防分隊